# Playboybunny
Playboybunny är en låt från 2005 framförd av Olinda Borggren. Borggren skrev låten tillsammans med Kristoffer Sannestam, som även stod för produktion. Den släpptes i Europa och blev en stor hit i flera länder. Låten var världens mest köpta mobilsignal 2005. I Sverige fick den guldskiva och belönades med mobiloperatören 3:s guldmobil för mest nedladdade låt. Singeln är Borggrens enda singel fram till 2008.